# Caserne Jacques Vion
La caserne Jacques-Vion est une caserne de pompiers édifiée entre 1966 et 1972 par l’architecte Pierre Debeaux (1925-2001) pour le compte de la ville de Toulouse.

## Description
La caserne Jacques-Vion constitue la synthèse architecturale et structurelle de l'architecte Pierre Debeaux, au sommet de sa carrière. Cet ensemble architectural est considéré par les historiens en architecture comme le plus remarquable de l'architecture moderne à Toulouse. Il bénéficie du label Architecture contemporaine remarquable depuis 2019,. La caserne de pompiers Jacques Vion est inscrite et protégée au titre des monuments historiques depuis le 14 septembre 2023,.
L’architecte Pierre Debeaux est par ailleurs reconnu pour la réalisation de l'observatoire et du bâtiment interministériel du Pic du Midi à Bagnères-de-Bigorre (1951-1966), la maison Pradier (1976-1977, Tarn) et le Monument à la Gloire de la Résistance (1965-1971). Il a obtenu le 21 mai 1973 le prix Charles-Henri Besnard pour le nouveau type de charpente tri directionnelles de la caserne Jacques Vion.

## Historique
La ville de Toulouse acquiert le terrain assiette de l’ensemble immobilier le 8 avril 1955. La ville entreprend de réaliser sur ce terrain un groupe scolaire, un collège et une caserne de pompiers. L’architecte en chef de la ville Roger Brunerie établit le plan masse de la caserne. En 1964, Roger Brunerie confie à l’architecte Pierre Debeaux le projet de la Caserne des Sapeurs-Pompiers et Centre Régional d'Instruction Jacques Vion, basé sur un programme novateur. Les études architecturales du projet sont définies en 1965 et Pierre Debeaux fait appel à l’ingénieur Roger Krebs pour finaliser les études de structure les plus complexes. Le permis de construire est déposé le 14 février 1967 et délivré le 17 juillet 1967. La caserne est réalisée entre 1968 et 1972, et le certificat de conformité obtenu le 8 septembre 1972. En 1970, le photographe Jean Dieuzaide effectue un ensemble de photographies du chantier de la caserne.
Le C.S.P (Centre de secours principal) Jacques Vion doit son nom au Lieutenant Jacques Vion (1937-1970), entré au Corps des Sapeurs-pompiers de Toulouse en 1960 et mort au feu le 3 octobre 1970 lors d'une intervention de lutte contre un feu de forêt dans le Var. Le CSP Vion est composé de 138 sapeurs-pompiers exclusivement professionnels.
En janvier 2023, le Collectif pour la reconnaissance et la protection de l’œuvre de Pierre Debeaux a interpellé les services du ministère de la Culture aux fins d’obtenir la protection patrimoniale de la caserne,. Cette demande a abouti en septembre 2023 avec l’inscription de la Caserne Vion au titre des Monuments Historiques,.

## Présentation
La caserne Jacques-Vion se trouve au 17 Allées Charles de Fitte à Toulouse, à la limite du quartier Saint Cyprien. Elle se distingue des immeubles environnants par son garage des véhicules couvert d'une toiture à double courbure en béton en porte-à-faux de 6m sur 36m de long.
Le programme se remarque par son ambition: un hall destiné aux véhicules de secours, d'une superficie de 930m²; un immeuble de logements des sapeurs-pompiers de 12 étages sur rez-de-chaussée et entre sol, comportant 75 appartements en étages et des ateliers en rez-de-chaussée; un immeuble de logements des officiers de 5 étages sur rez-de-chaussée, comportant 9 appartements en étages; un immeuble pour les services administratif d’un étage sur rez-de-chaussée, comportant les logements pour les célibataires, les bureaux, le dispatching et une salle d’honneur en étage, les vestiaires, une coopérative et un mess en rez-de-chaussée; une salle de conférence; une station-service; une tour de séchage des tuyaux et d’entraînement des sapeurs; un centre d'entrainement comprenant un gymnase, une piscine de 25m de longueur et une fosse de plongée de 10m de profondeur pour l’entraînement des plongeurs.

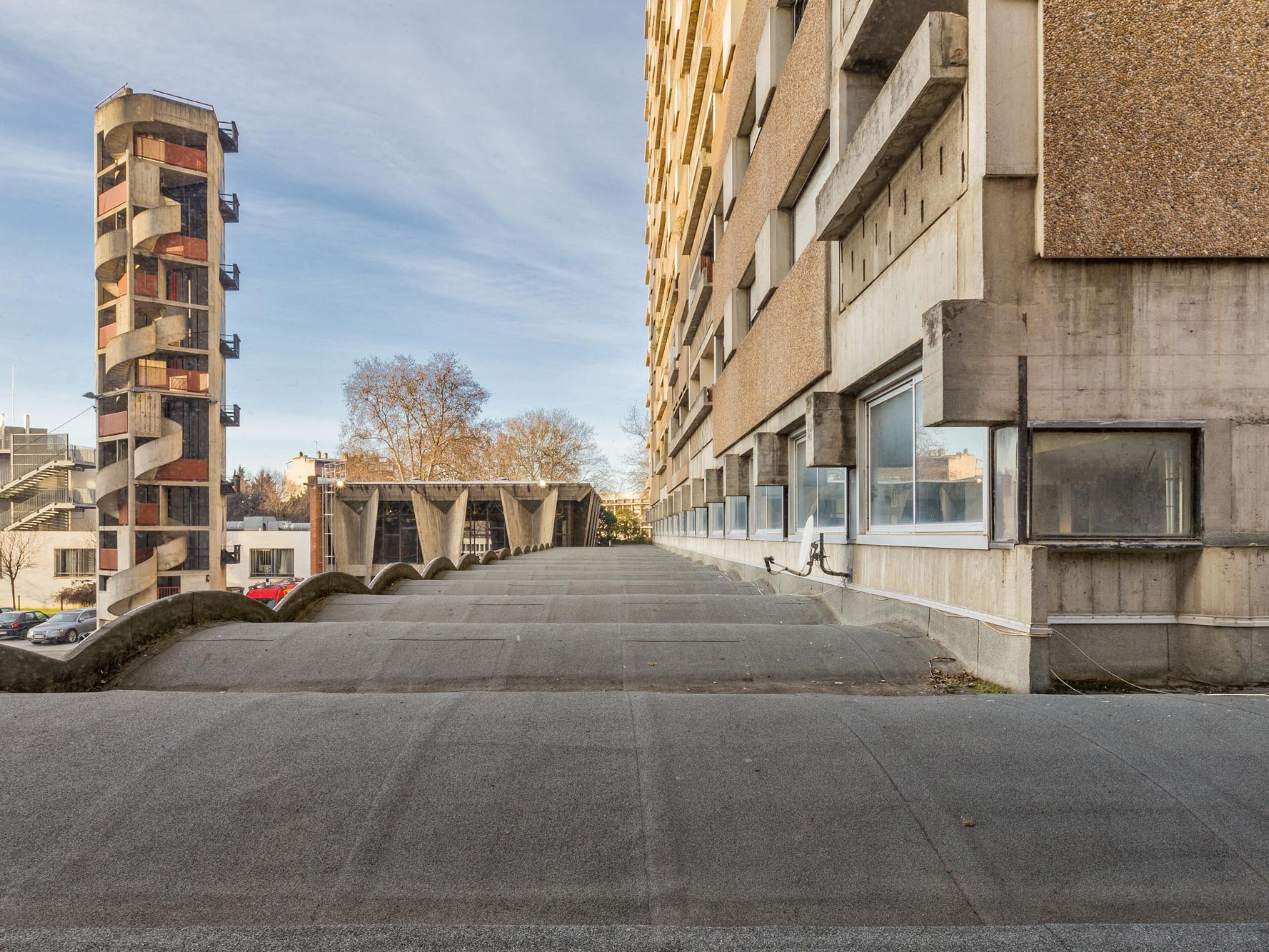
Caserne Jacques Vion, cour de manœuvre, tour de séchage et logements

Chaque organe fait l'objet d'études particulières et précises de fonctionnalité, ainsi que leurs liaisons. La caserne constitue un ensemble cohérent et organiquement lié.
Le site est structuré par trois grands vides: la cour de manœuvre dans la partie sud, dominée par la tour de séchage à la façon d'un campanile, et un grand espace de villégiature dans la partie nord: plantations, piscine découverte et puits de plongée. L'épaisseur de transition entre le site et les Allées est constituée par la cour d'honneur, articulation entre l'espace public des Allées et les lieux de villégiature situés à l'intérieur du site. La cour d’honneur est entourée d’une galerie aux plafonds voutés s’apparentant à un cloître.
Cette caserne de pompiers est un exemple typique de l'Architecture Moderne.
Le bâtiment des sapeurs-pompiers est un immeuble de 12 étages de logements posé sur un rez-de-chaussée en double hauteur de pilotis supportant un plancher-champignon, faisant référence à l’Unité d'habitation de Marseille de Le Corbusier. Tous les logements sont traversants et disposent de loggias. Le bâtiment est implanté en retrait et perpendiculairement aux Allées pour une question d'orientation héliothermique et pour éviter sa présence imposante sur l’espace public. Cette disposition oppose, à la rigueur du bâtiment des sapeurs, les formes souples et libres du hall placé devant lui, dans un rapport de série et hors-série.
Tous les édifices reposent sur des pilotis, à l'exception de la salle de conférence émergeant du sol et jouant comme un contrepoint: logements, services administratifs, ateliers, tour de séchage, et plus particulièrement le hall. Dans son rapport au sol et à l'espace public, le projet de la caserne affirme une efficace rupture avec le contexte urbain. Suivant les principes de la Chartes d’Athènes, l'architecte libère le sol et créé une continuité entre les Allées, les équipements de loisirs, les jardins et les groupes scolaires. La façade sur les Allées est conçue comme une zone de liaison souple entre la ville et le microcosme que constitue le centre régional d'instruction.

## Architecture
Au-delà des références au Mouvement Moderne, l'architecte Pierre Debeaux a été amené à repenser le problème fonctionnel et à proposer des solutions plastiques et structurelles nouvelles: pour le bâtiment des sapeurs, la contrainte de la rapidité d'intervention est résolue par l'installation d'un système d'ascenseur d'alerte double, chaque ascenseur desservant six niveaux, mais pouvant servir, le cas échéant, aux autres niveaux. Ce dispositif est complété par l'ascenseur privé, pouvant servir en cas de nécessité. Une rochelle, courant le long du bâtiment des sapeurs et donnant accès au hall du grand matériel par l'intermédiaire de perches, complète l'itinéraire d'alerte.
Dans le cas des ateliers au rez-de-chaussée du bâtiment des sapeurs: afin de proposer un plan libre au droit des quinze trames de logements, les arcades des ateliers sont suspendues, par des suspentes en acier, aux poutres en saillie de la façade sud des logements.
Particulièrement, l'architecte Pierre Debeaux déploie son inventivité structurelle et plastique par la mise en œuvre et la maîtrise des surfaces réglées à double courbure en béton, associant sensibilité artistique et rationalité géométrique. La double courbure, convexe et concave, se dessine avec des arêtes qui sont des droites et génère des surfaces hyperboloïdes ou paraboloïde hyperbolique. Les propriétés mécaniques de cette géométrie permettent de réaliser des voutes tendues de 8 cm d'épaisseur, par projection du béton sur des coffrages définis par des ensembles de droites. Ce procédé est utilisé pour réaliser le hall du grand matériel, la salle de conférence, le salon d’honneur et les voutes de la galerie.
Le hall du grand matériel consiste en une voûte colossale, à l’image d’une table de béton reposant sur quatre puissant piliers, couvrant la totalité de la surface. Les façades et portes sont indépendantes de cette structure. La voute principale en porte-à-faux sur les Allées et la cour de manœuvre est un hyperboloïde de révolution, raccordé par des familles de paraboloïdes hyperboliques aux piliers eux-mêmes formés d'autres familles de paraboloïdes hyperboliques.

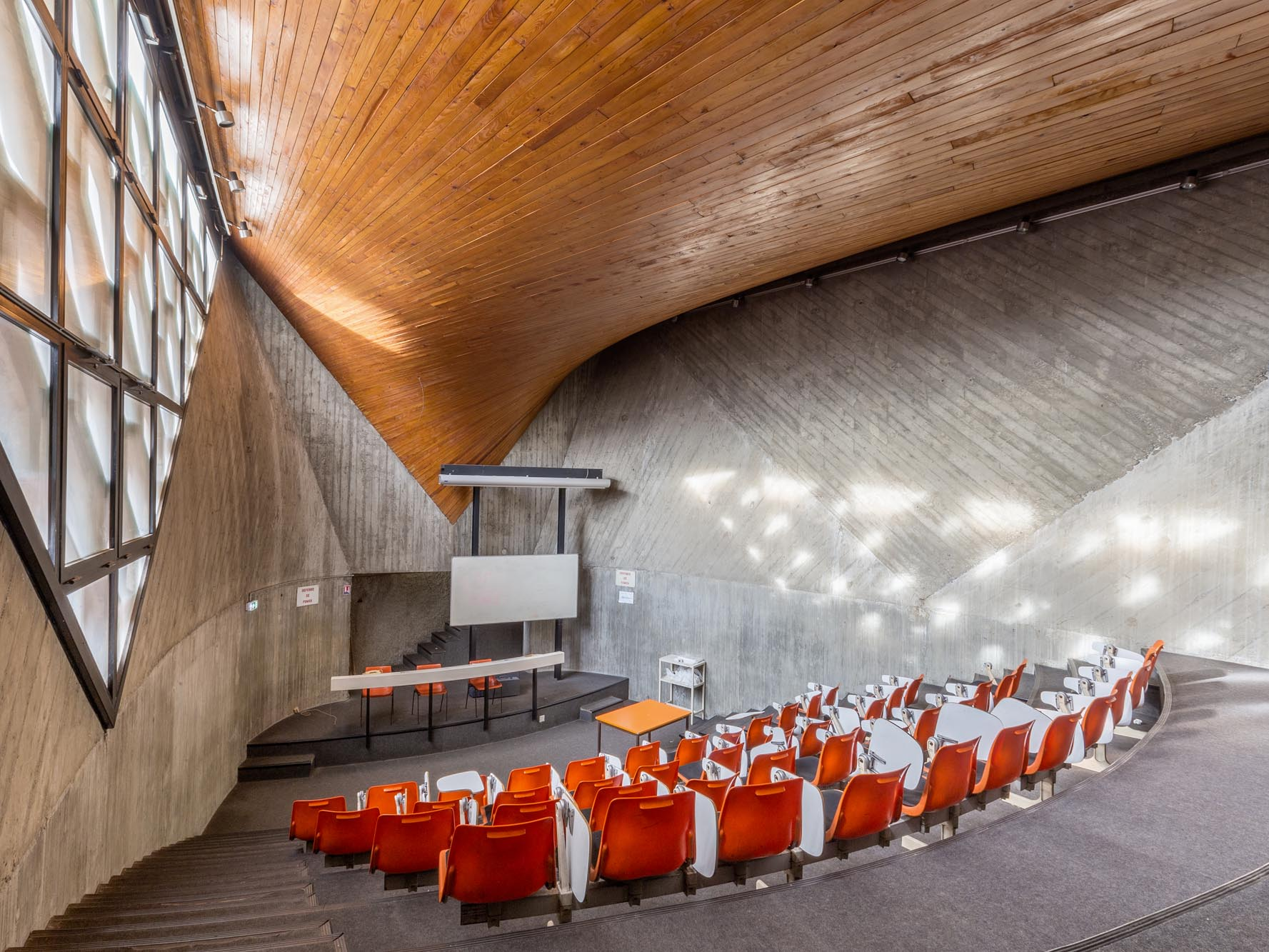
Caserne Jacques Vion, auditorium

La réalisation de la voute de la salle de conférence procède du même procédé. Il s’agit d’un hyperboloïde de révolution incliné à 45 degrés et porté par quatre paraboloïdes hyperboliques. Les voutes du plafond du salon d'honneur et des galeries du rez-de-chaussée sont également réalisées par association de surfaces réglées. S'agissant de la salle de conférence et du salon d'honneur, l'architecte laisse en place les coffrages bois qui deviennent les finitions des plafonds.
La caserne Vion est également l'opportunité pour l'architecte Pierre Debeaux de réaliser des charpentes d'un type nouveau: structures tridimensionnelles, auto-tendantes et non triangulées. À partir de la réalisation de la caserne, Pierre Debeaux se consacrera essentiellement à la recherche et la création de structures auto-tendues ou tridimensionnelles. Ce type de charpente métallique couvre le hall du grand matériel et le gymnase. Dans les deux cas, la trame utilisée est de 8 par 13 modules, 6e et 7e termes de la suite de Fibonacci, soit selon un rapport proche du Nombre d'or. Le porte-drapeau de l'entrée de la cour d'honneur est réalisé sur le même principe.
Au-delà des surfaces à double courbure et structures tridimensionnelles, l'association de l'expression plastique à la maîtrise mathématique s'exprime sous la forme de thèmes et variations géométriques: La tour de séchage et d'exercice en elle-même est un chef-d'œuvre architectural qui témoigne de la vision dans l'espace de son architecte. De plan pentagonal, la tour comporte onze paliers pentagonaux également. Chaque palier dessert un escalier qui descend et un autre qui monte, avec un décalage de segment à chaque niveau, les escaliers étant successivement inscrits, en encorbellement sur un côté et en encorbellement sur un sommet.
Le dodécaèdre est utilisé partiellement pour former le claustra de la salle de conférence, plein comme corbeau supportant la nappe tridimensionnelle du gymnase et comme prise d'air des deux ventilations de sous-sol.
Les poteaux en V du gymnase, l'escalier du salon d'honneur, les cheminées, les souches et édicules de toitures sont autant de créations originales et exemplaires, à l'instar de la station-service, petite merveille de simplicité et de sensibilité.
Bien que l'usage du béton brut y soit dominant, la caserne de sapeurs-pompiers Jacques Vion ne peut être assimilée au style architectural dit brutalisme. L'architecte Pierre Debeaux revendiquait ce chef-d'œuvre comme une création libre et une libre interprétation de l’histoire de l’architecture en général et des catégories du De architectura de Vitruve, en particulier « utilitas, firmitas, venustas ».

## Galerie

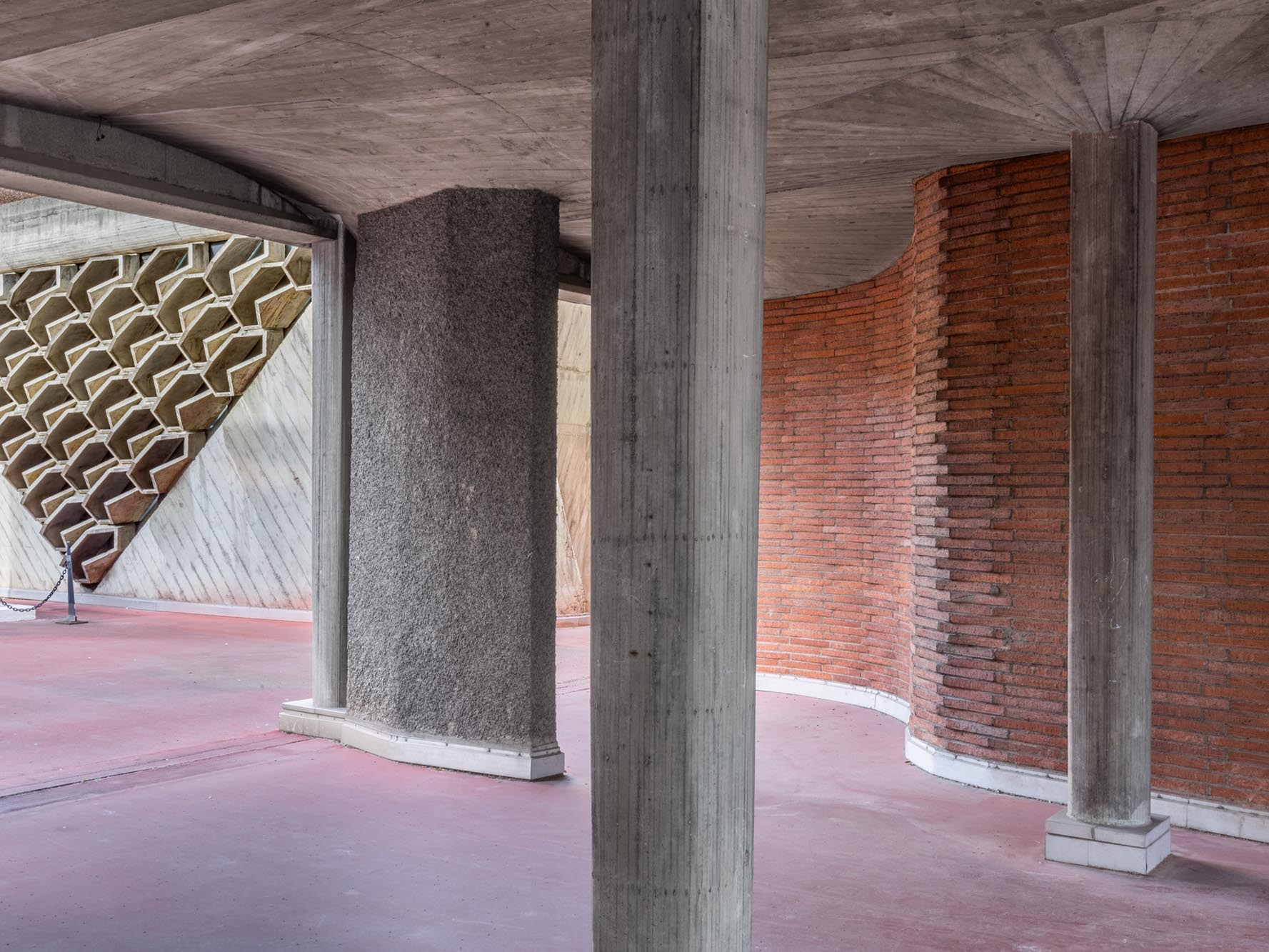
Galerie, façade de l'auditorium
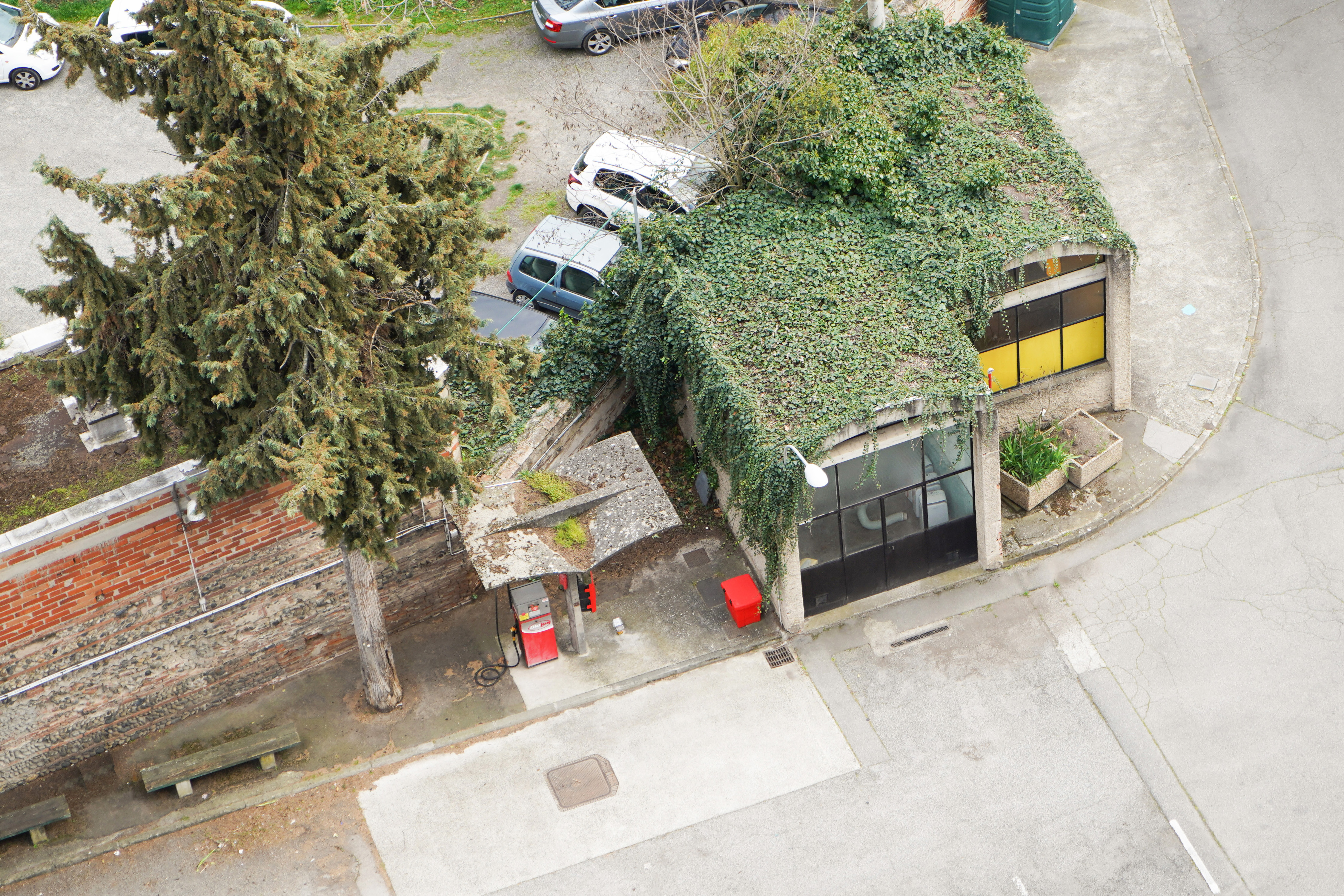
Poste d'essence
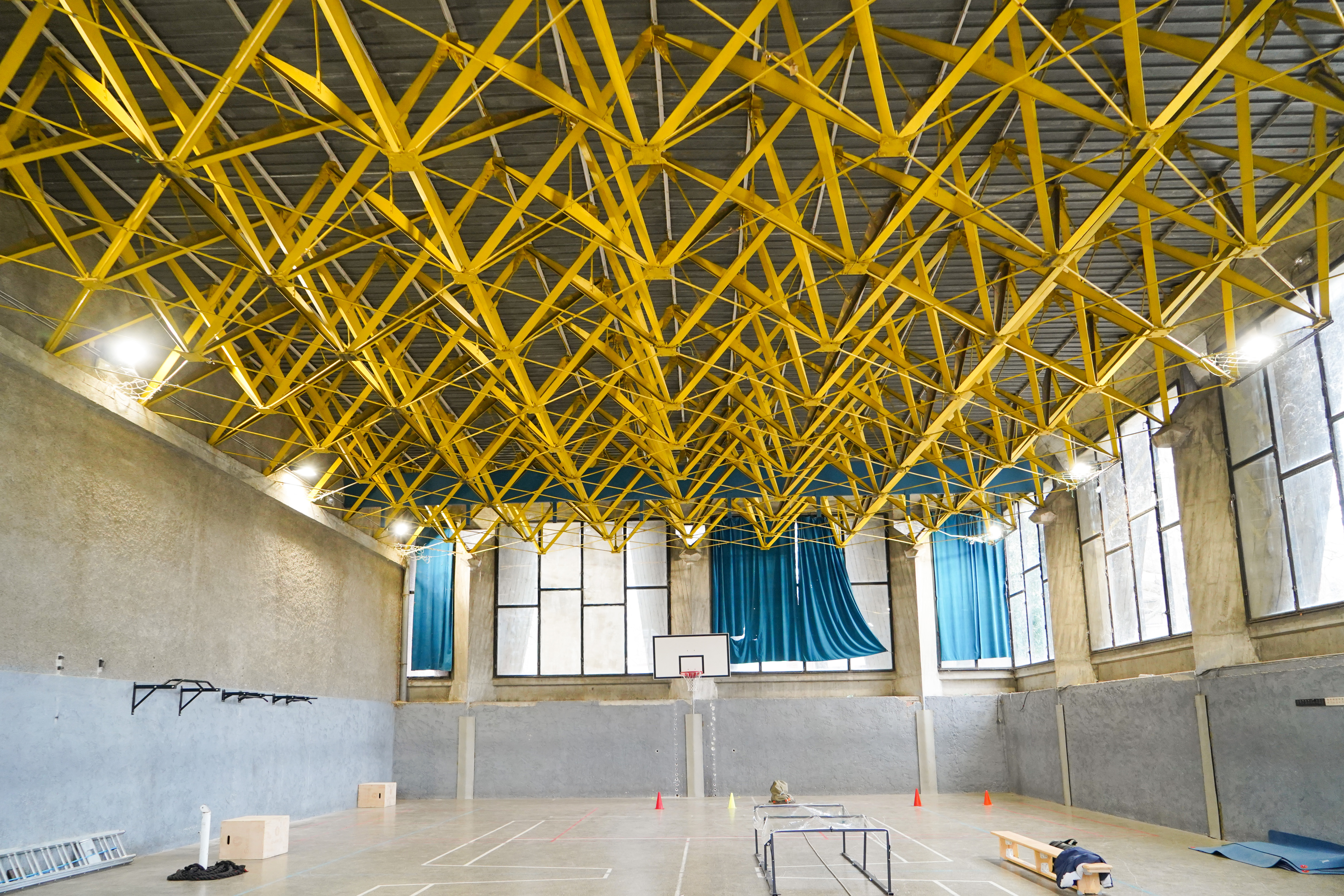
Gymnase
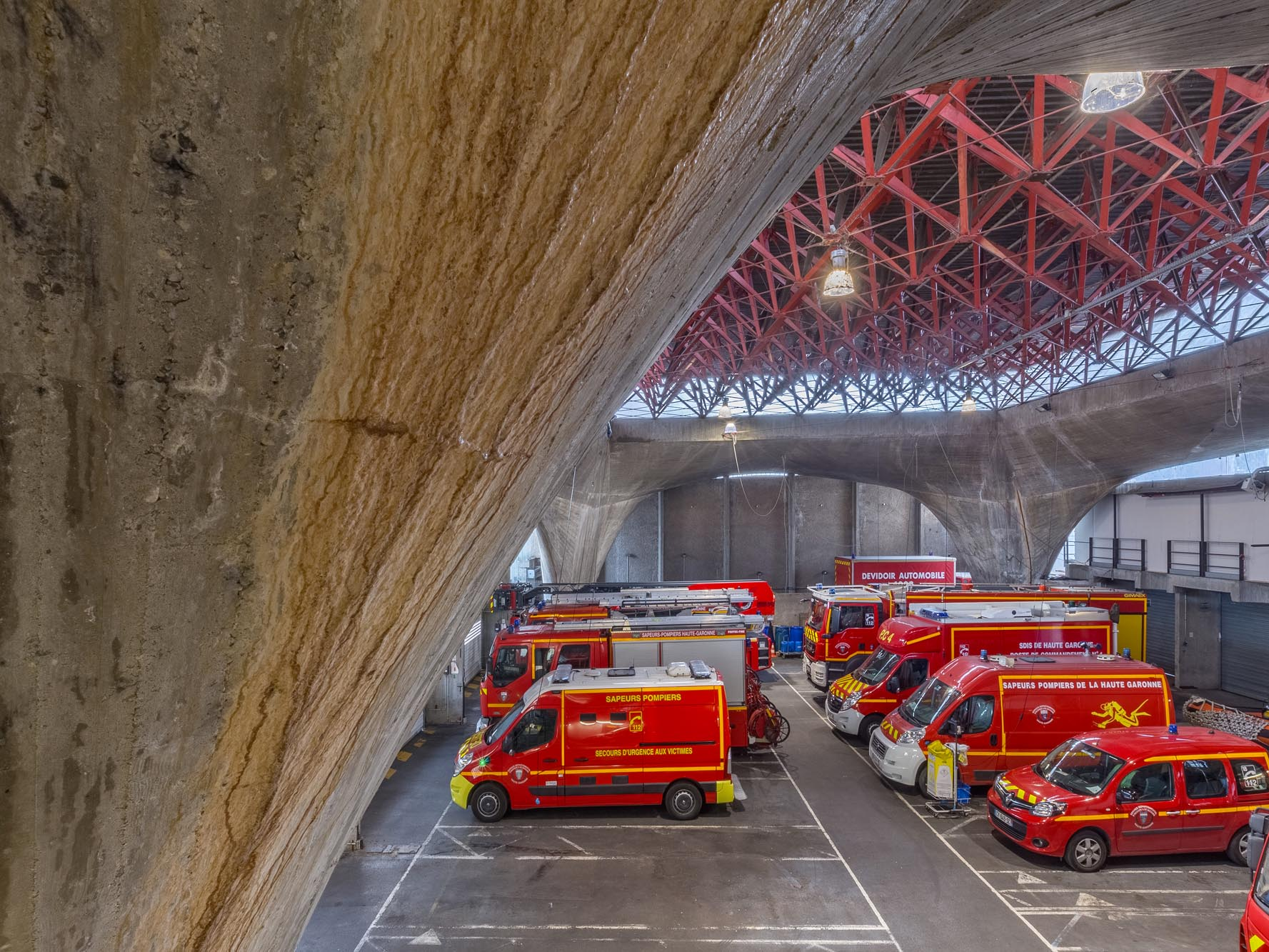
Grand hall
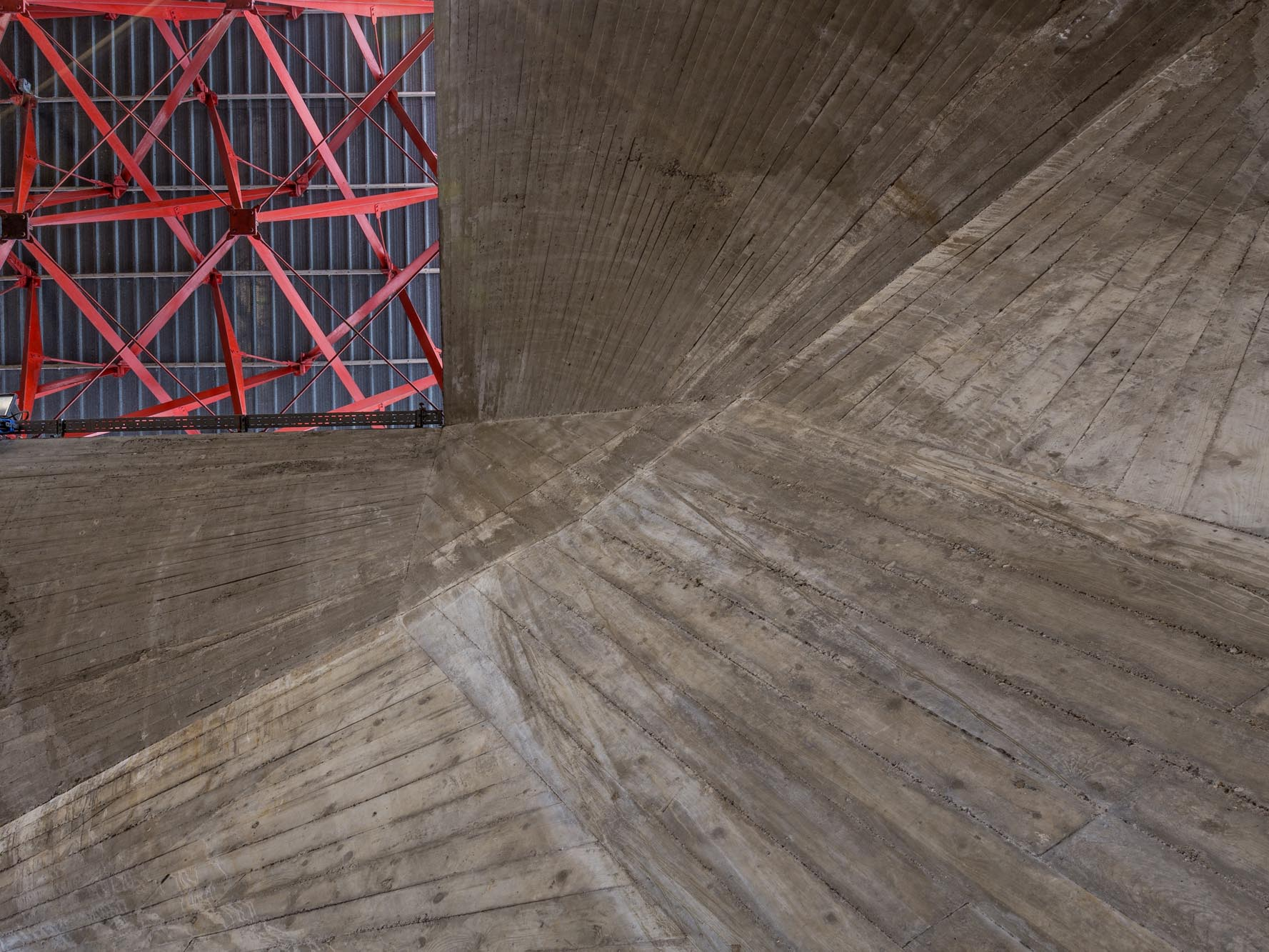
Détail des piliers du hall
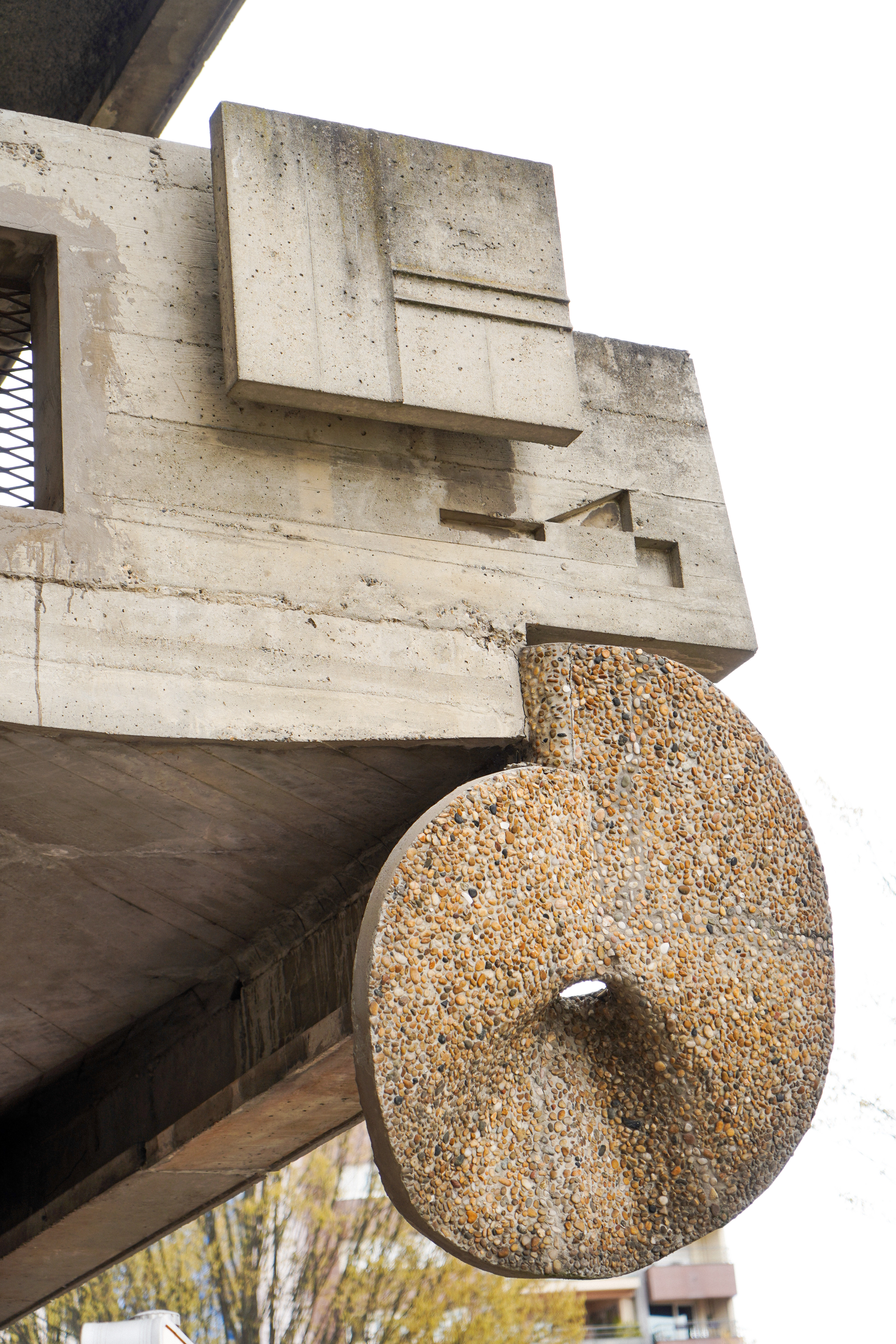
Détail du balcon
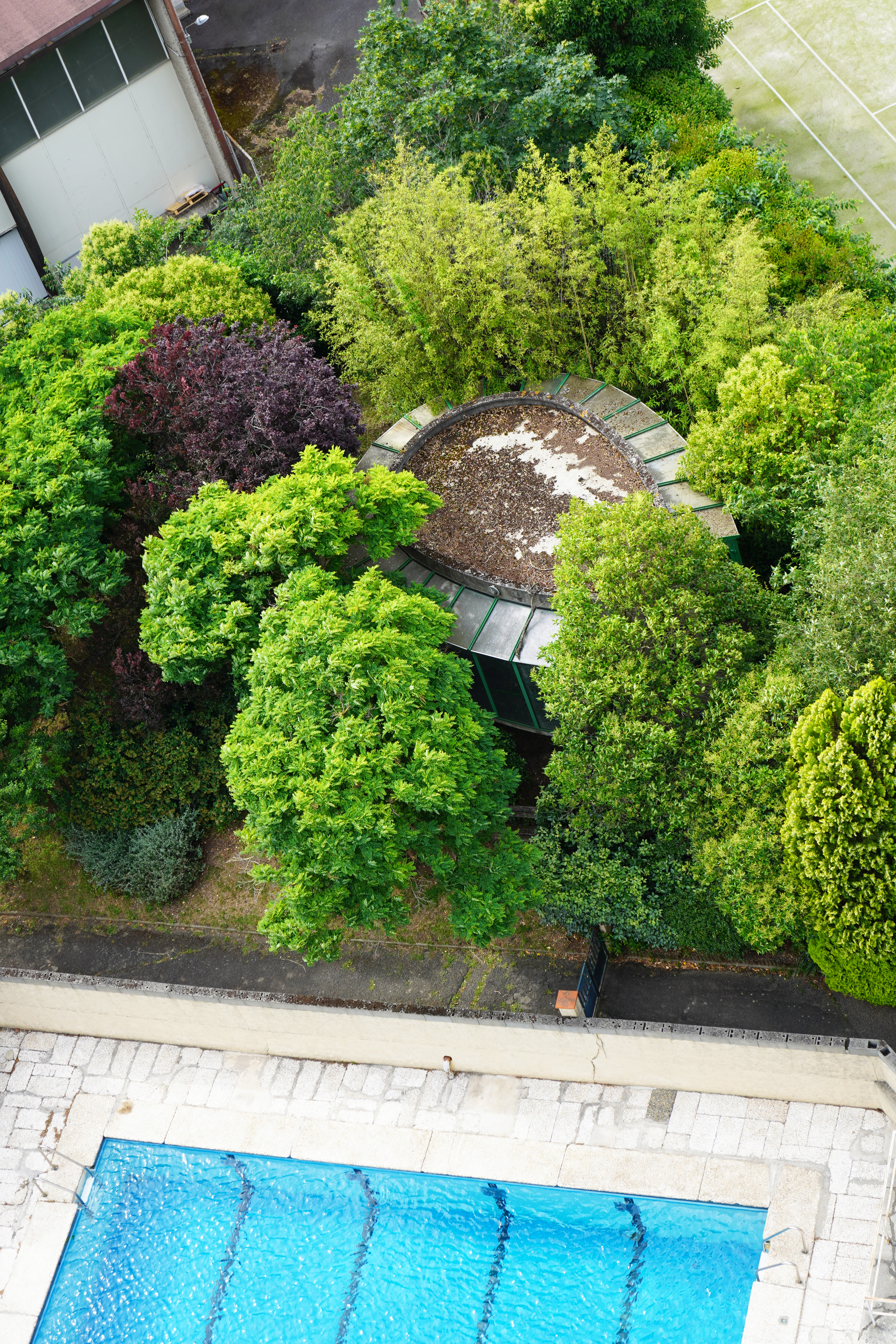
Piscine et fosse de plongée